# Magnus von Karrhai
Magnus von Karrhai war ein spätantiker römischer Historiker im 4. Jahrhundert.
Magnus stammte aus Karrhai (lat. Carrhae) in Mesopotamien. Er begleitete 363 Kaiser Julian auf dessen Feldzug gegen die persischen Sassaniden. Dieser Feldzug endete mit einer schweren Niederlage der Römer, die unter Jovian einen unrühmlichen Friedensvertrag abschließen mussten. 
Nach seiner Rückkehr verfasste Magnus (wie einige andere auch, etwa Eutychianos) einen Bericht über den Perserkrieg Julians. Das Werk ist nicht erhalten, ein längeres Exzerpt ist jedoch in der Chronik des Johannes Malalas überliefert. Magnus’ Werk scheint auch von späteren Historikern benutzt worden zu sein, vielleicht von Ammianus Marcellinus, ziemlich wahrscheinlich aber von Zosimos. Allerdings ist die Frage, ob diesen beiden Geschichtsschreiber eine gemeinsame Quelle vorlag (und wenn ja, ob es sich dabei um Magnus handelt), bisher nicht einwandfrei geklärt worden, von Detailfragen ganz zu schweigen. Magnus von Karrhai könnte auch mit dem bei Ammianus genannten Magnus identisch sein.